# Anelasmocephalus tuscus
Espèce
Anelasmocephalus tuscus est une espèce d'opilions dyspnois de la famille des Trogulidae.

## Distribution
Cette espèce est endémique d'Italie. Elle se rencontre en Toscane, en Émilie-Romagne, en Lombardie, au Piémont et en Ligurie.

## Description
Les mâles mesurent de 2,2 à 2,6 mm et les femelles de 2,3 à 2,85 mm.

## Systématique et taxinomie
Cette espèce a été décrite par Martens et Chemini en 1988.

## Publication originale
- Martens & Chemini, 1988 : « Die Gattung Anelasmocephalus Simon, 1879. Biogeographie, Artgrenzen und Biospezies-Konzept (Opiliones: Trogulidae). » Zoologische Jahrbücher, vol. 115, p. 1–48.